# Провулок Князя Ярополка Святославича
Прову́лок Князя Ярополка Святославича — провулок у Дніпровському районі міста Києва, місцевість Стара Дарниця. Пролягає від вулиці Кастуся Калиновського до Лохвицької вулиці.
Прилучаються вулиці Устима Кармелюка, Хорольська і Сосницька.

## Історія
Провулок виник у 1950-ті роки під назвою 613-та Нова вулиця. З 1953 року називався — Астраханський провулок.
25 серпня 2022 року депутатами Київради проголосоване рішення про перейменовання провулку на честь Великого князя київського Ярополка Святославича